# أفلام الطريق

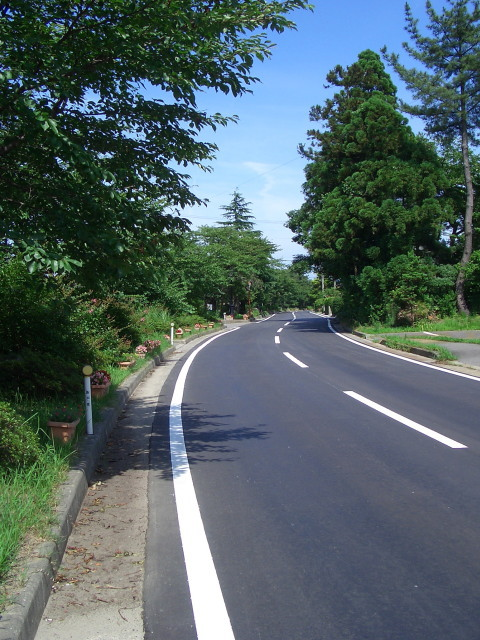

فيلم الطريق هو نوع من الأفلام تغادر فيه الشخصيات الرئيسية المنزل في رحلة على الطريق، وعادةً ما يغير ذلك من منظورهم لحياتهم اليومية. غالبًا ما تصور أفلام الطريق السفر في المناطق النائية، توضح هذه الأفلام موضوع الاغتراب وتعالج التوترات والقضايا المتعلقة بالهوية الثقافية أو الفترة التاريخية لأمة معينة، وغالبًا ما يكون كل هذا في جو من التهديد الفعلي أو المحتمل، والخروج عن القانون، والعنف، ضمن «جو وجودي متميز»، وذو شخصيات مضطربة، و«محبطة، ويائسة في كثير من الأحيان». لا يشتمل إعداد الفيلم على الحدود القريبة للسيارة أثناء تحركها على الطرق العادية والسريعة فقط، ولكن يحتوي أيضًا على الأكشاك والمطاعم والغرف في الموتيلات على جانب الطريق، وكل ذلك يساعد على خلق ألفة وتوتر بين الشخصيات. تميل أفلام الطريق إلى التركيز على موضوع الذكورة (حيث يمر الرجل غالبًا بنوع من الأزمات)، وبعض أنواع التمرد، وثقافة السيارة، واكتشاف الذات. الموضوع الأساسي لأفلام الطريق هو «التمرد على الأعراف الاجتماعية المحافظة».
يوجد روايتان رئيسيتان: السعي والمطاردة الخارجة عن القانون. في الأفلام التي تتبع أسلوب البحث، تتفصل القصة عندما تكتشف الشخصيات أمور معينة، مثل فيلم تو لين بلاكتوب منذ عام 1971. في أفلام الطريق التي تتكلم عن الخروج عن القانون، والتي تهرب فيها الشخصيات من تطبيق القانون، عادة ما يكون هناك المزيد من الجنس والعنف مثل فيلم قتلة بالفطرة منذ عام 1994. تميل أفلام الطريق إلى التركيز بشكل أكبر على النزاعات والتحولات الداخلية للشخصيات، بناءً على مشاعرهم أثناء تجربتهم لتجارب جديدة في رحلتهم، بدلاً من التركيز على التسلسلات الدرامية القائمة على الحركة التي تسود في أفلام الحركة. لا تستخدم أفلام الطريق عادةً الهيكل القياسي ثلاثي الحركات المستخدم في الأفلام السائدة، بدلاً من ذلك، تستخدم «بنية مؤامرة مفتوحة ومتجولة».
يحافظ فيلم الطريق على شخصياته «في حالة حركة»، وعلى هذا النحو فإن «السيارة، لقطة التتبع، والمساحة المفتوحة الواسعة والبرية» هي عناصر مهمة أثناء التصوير، على غرار الفيلم غرب الأمريكي. بالإضافة إلى ذلك، يشبه فيلم الطريق فيلمًا غرب أمريكي في أن أفلام الطريق تدور أيضًا حول «ريادة الحدود» وحول رموز الاكتشاف (غالبًا اكتشاف الذات). غالبًا ما تستخدم أفلام الطريق الموسيقى من ستيريو السيارة، التي تستمع إليها الشخصيات، كموسيقى تصويرية وفي أفلام الطريق في الستينيات والسبعينيات، غالبًا ما استُخدمت موسيقى الروك، على سبيل المثال، استخدم فيلم السائق البسيط لعام 1969 موسيقى الروك التصويرية من أغاني جيمي هندريكس، وفرقتي ذا بيردز.بيردس وستيبن وولف.
في حين ركزت أفلام الطريق المبكرة لثلاثينيات القرن العشرين على الأزواج من جنسين مختلفين، ركزت أفلام ما بعد الحرب العالمية الثانية على المسافرين الرفقاء الذكور، على الرغم من أنه صُوّرت النساء في بعض الحالات على الطريق، إما كرفيقات مؤقتات، أو نادرًا، على أنها زوجة البطل (على سبيل المثال، فيلم ثيلما ولويس من عام 1991). يمكن أيضًا أن يبتعد فيه الأبطال عن نموذج الزوجين من جنسين مختلفين أو نموذج الأصدقاء، مثلما هو الحال مع مغامرات بريسيلا، ملكة الصحراء (1994)، الذي يصور مجموعة من الممثلين بلباس نساء يقومون بجولة في الصحراء الأسترالية. من الأمثلة الأخرى على التنوع المتزايد للسائقين الذين عُرضوا في التسعينيات وأفلام الطريق التي استمرت لعقود لاحقة، مثل فيلم ذا ليفينغ إيند (1992)، حول رجلين مثليين مصابين بفيروس نقص المناعة البشرية في رحلة برية، وفيلم وونغ فو، شكرًا على كل شيء! جولي نيومار (1995)، الذي يدور حول ممثل بلباس امرأة، وفيلم إشارات الدخان (1998)، وهو حول رجلين من السكان الأصليين. على الرغم من ندرة ذلك، هناك بعض أفلام الطريق حول مجموعات كبيرة على الطريق (مثل فيلم اصعد إلى الحافلة من عام 1996) والسائقين المنفردين على الطريق (نقطة التلاشي لعام 1971).